# Jim Bouton (livre)
Pour les articles homonymes, voir Jim Bouton.
 (mars 2008).
Améliorez-le ou discutez des points à vérifier. 
Jim Bouton est un livre de fantasy pour enfants écrit par Michael Ende. Il comporte deux volumes : La Cité des dragons ("Jim Knopf und Lukas der Lokomotivführer" dans la version allemande originale) (1960) et Jim Bouton et les Terribles 13 ("Jim Knopf und die Wilde 13"), paru quelques années plus tard.

## L'univers
Si le roman et sa suite sont censés de dérouler au XXe siècle, de nombreux anachronismes intentionnels sont présents. Ainsi, la Chine est toujours un empire, les Amérindiens et les Inuits mènent toujours un mode de vie traditionnel, alors que des paquebots, des téléphones, la poste et le chewing-gum existent déjà.
En outre, les livres décrivent de nombreux endroits imaginaires, comme la Couronne du Monde, une vaste chaîne de montagnes rayées de blanc et de rouge, et les Falaises Magnétiques. Certains de ces endroits sont inspirés de sites réels ou légendaires - ici, la chaîne de l'Himalaya et les falaises magnétiques des voyages de Sinbad le Marin - mais d'autres ont été entièrement créés par l'auteur.

## Résumé
Sur la minuscule île de Lummerland, l’arrivée surprise d’un bébé Noir, que l’on appellera Jim Bouton, causera un ennui pour le Roi et ses trois autres sujets, dont Lucas le chauffeur de locomotive en raison de sa superficie. Lucas décide de partir avec sa locomotive, Emma. Jim, ne voulant pas se séparer de son meilleur ami, part avec lui à l’aventure. Ensemble, ils parcourent les mers, la Chine (Mandala, dans la version actuelle, en raison de clichés déplaisants pour la communauté) et territoires merveilleux et terrifiants.

## Les personnages

### Personnages principaux
- Jim Bouton (Jim Knopf) : Il est arrivé a Lummerland dans un colis apporté par le facteur et grandit élevé par Mme Comment. Il veut devenir conducteur de locomotive, comme son ami Lucas, mais découvre plus tard que son destin est bien plus grand. Son nom est issu de son habitude de déchirer un trou dans son pantalon chaque fois qu'il fait quelque chose de hardi ; après beaucoup de rapiéçages, Mme Comment avait ajouté le bouton de sorte qu'il puisse simplement être ouvert au lieu d'être déchiré une nouvelle fois.

- Lucas (Lukas) : Conducteur de locomotive à Lummerland, il est le meilleur ami de Jim. Alors que Jim représente la jeunesse aventureuse, il est l'homme de l'expérience et du caractère pratique qui parvient à résoudre presque n'importe quel problème technique. Son signe distinctif est sa pipe, qu'il fume lorsqu'il se sent nerveux, il est toujours accompagné de Emma, sa locomotive.

### Personnages secondaires
- Princesse Li Si : fille de l'empereur mandalais, elle est plutôt entêtée, particulièrement quand il s'agit de discipline. Elle admire Jim pour son courage et son intelligence, bien que, pour la majeure partie de l'histoire, il refuse d'apprendre la lecture et l'écriture.

- Emma et Molly : locomotives appartenant respectivement à Lucas et à Jim. Emma est dépeinte comme tout à fait raisonnable, exprimant ses sentiments en sifflant et soufflant, bien qu'elle ne comprenne souvent pas tout à fait les émotions de son propriétaire, Lucas. Quant à Molly, elle appartient à Jim.

- Mme Comment (Frau Waas) : propriétaire d'une bazarette, elle a adopté Jim a son arrivée à Lummerland. Elle aime beaucoup Jim, et en conséquence elle s'inquiète de lui constamment quand il part à l'aventure. Sa spécialité est de faire les bonbons, en particulier la crème glacée et le gâteau de la fête des Rois.

- Le Roi Alphonse Midi-Moins-le-Quart (König Alfons der Viertel-vor-Zwölfte) : le roi du Royaume de l’Aurore, nommé d'après l'heure de sa naissance - heure à laquelle il apparaît devant ses sujets les jours fériés. Il est plein de bonnes intentions, mais peut devenir très nerveux en période de stress. Il passe son temps à téléphoner.

- M. Manche (Herr Ärmel) : le sujet "anonyme" du Royaume de l’Aurore, car il n'a pas de métier particulier ; on le voit la plupart du temps se promener portant un chapeau melon et avec un parapluie sous le bras. Il est, cependant, très poli et instruit, et très apprécié par les habitants de l'île.

- M. Tur Tur : Le géant illusoire est une personne douce et modeste, et tragiquement seule parce que tout le monde a peur de lui quand il semble, de loin, être un géant. Il vit dans une oasis dans le désert du Bout du Monde et est un végétarien. Il est très sensé.

- Nepomuk : demi-dragon par naissance (sa mère était un hippopotame), il a pris sa ressemblance du côté de sa mère et est ainsi - comme ses camarades demi-dragons - non admis par les dragons pur-sang à Kummerland. Il essaye toujours de se comporter comme un « vrai » dragon, effrayant et rusé, mais se montre singulièrement peu doué à cet exercice.

- Mme Mahlzahn (Frau Mahlzahn) : dragon de pur-sang, elle est le principal ennemi de l'histoire. Elle possède un unique croc sortant de son long museau, d'où son nom, et possède de vastes connaissances, mais partage le goût des dragons pour la domination et le tourment. C'est ainsi qu'elle dirige une école pour les enfants humains à Kummerland. Elle reste un ennemi pendant presque tout le livre mais devient bonne et gentille au moment où elle est condamnée à un sommeil de 1ans

Il existe une suite à ce livre ("Jim Bouton et les terribles 13")

## Adaptations

### Filmographie

#### Cinéma
2018 : Jim Bouton & La Cité des Dragons réalisé par Dennis Gansel.

#### Télévision
1996 : Jim Bouton série franco-allemande.